# Ion Murariu

Ion Murariu

Ion Murariu (n. 12 septembrie 1922, Dorohoi, județul Botoșani - d. 22 martie 2012) a fost un pictor și unul dintre mai mari acuareliști români.
A urmat cursurile primare în orașul natal. A studiat la Academia de Arte Frumoase din Iași între 1941-1946, avându-i ca profesori pe Otto Briese, Jean Cosmovici și Nicolae Popa. În primii ani de studiu la Academia ieșeană a participat la concursul Premio cittá Firenze, unde a obținut o mențiune.
La doi ani după absolvirea Academiei din Iași s-a stabilit în București, iar în 1950 a devenit membru al Uniunii Artiștilor Plastici din România.

## Expoziții
La împlinirea vârstei de 85 de ani, la Cercul Militar Național, Ion Murariu a vernisat o expoziție de pictură în acuarelă.

## Premii
- La începutul anilor ’90 i-a fost decernat Premiul Fundației România Mare, în semn de prețuire a valoroasei sale opere.[5]
- În anul 1994 a primit Premiul Național Ștefan Luchian.

## In honorem
La 11 noiembrie 1994, prin HCL nr. 68 , lui Ion Murariu i-a fost conferit titlul de Cetățean de Onoare al municipiului Botoșani. Mai este distins și cu titlul de Cetățean de Onoare al municipiului Dorohoi.
O stradă din Dorohoi îi poartă numele.

## Decesul
Trupul neînsuflețit a fost depus la Biserica Domnița Bălașa, pentru ceremonia religioasă, iar înmormântarea a avut loc vineri 23 martie 2012 la Mănăstirea Căldărușani.